# クロステボル
クロステボル(Clostebol)は、アンドロゲン様の合成アナボリックステロイドである。酢酸クロステボルやエナント酸クロステボル等のエステルとして存在する。クロステボルは、天然のホルモンであるテストステロンの4-クロロ誘導体である。
弱いアナボリックステロイドで、ドイツ民主共和国のスポーツ選手が用いていた。これは、テストステロンのエストロゲンへの転換能をなくし、またジヒドロテストステロンに転換しないようにテストステロンを塩素化したものである。